# Професионалне болести
Професионалне болести су карактеристични поремећаји физичког, менталног или социјалног понашања који настају као резултат дуготрајног бављења неком професијом. Изазване су физичким хемијским и биолошким агенсима који су присутни стално или повремено  у одређеним професионалним групама радника који су изложени физичким, хемијским и биолошким изворима у току рада. Правовремена превенција професионалних болести значајан је део бриге друштва о „људским ресурсима” и елемент здравствене и социјалне политике Светске здравствене организације али и сваке земље у свету појединачно, с обзиром на тешке и трајне последице (повреде на раду, привремено или трајно умањење и губитак радне способности и друго).

## Критеријуми за утврђивање професионалних болести
Основни услов да се једна болест у законском смислу сматра професионалном јесте постојање узрочно-последичног односа између обављања послова и настанка болести, као и да се она на основу ниже наведених критеријума може сврстати на законом регулисану Листу професионалних болести.

### Критеријуми за утврђивање узрочности професионалних болести
Ови критеријуми заснивају се на следећим поставкама:
- Постојању статистички значајне повезаности између излагања дејству штетном агенсу и оштећења здравља
- Постојању повезаности између интензитета изложености и обима поремећаја здравља
- Вишим концентрацијама агенаса или њихових метаболита код изложених радника
- Могућностима да се слични поремећаји могу доказати и у експерименту на животињама.

### Критеријуми за утврђивање морфолошких и функционалних промена
Сигурни критеријуми
На основу ових критеријумима може се утврдити да је појава једне морфолошке промене на једном органу или систему довољна за утврђивање професионалне болести.
Вероватни критеријуми
На основу ових критеријумима може се утврдити да је неко стање или поремећај вероватно последица утицаја професионалног штетног фактора, али је за утврђивање професионалне болести потребна и морфолошка или функционална промена на бар још једном органу или систему.
Могући критеријуми
На основу ових критеријумима може се утврдити да с ради о професионалним болестима за чије су утврђивање неопходне промене на најмање три органа или система.

### Критеријуми за утврђивање трајања болести и времена излагања
- Дужина изложености нокси може утицати на величину поремећаја здравственог стања па је минимална дужина експозиције код неких болести дефинисана у Листи професионалних болести.
- Временско трајање поремећаја здравља које је код неких професионалних болести дефинисано у Листа најчешћих професионалних болести али само у случају када се поремећај може поправити без икаквих последица.

## Болести у вези са радом
Болести које су у вези са радом узроковане су ноксама које се срећу и у општој животној средини, па се настанак ових болести не може непосредно везати за обављање послова. Оне су мултикаузалне генезе и нису специфичне за одређену професију, али је њихова учесталост у одређеним професијама знатно већа па се сматра да су професионалне штетности и радни услови кофактори у њиховом настанку и фаворизујући фактори у њиховом току, компликацијама и исходу. У болести у вези са радом спадају:
- Хронична неспецифична обољења органа за дисање (бронхитис, емфизем, астма)
- Болести кардиоваскуларног система (хипертензија, исхемијска болест срца и УВ-болест)
- Бихевиорални поремећаји (анксиозност, синдром сагоревања, технострес, менталне болести)
- Болести локомоторног система (лумбални синдром, болни синдром врата и горњих екстремитета, остеоартроза)

## Професионалне штетности
Професионалне штетности су сви штетни чиниоци којим је радник изложен у току процеса рада, а који могу утицати на оштећење његовог здравља. Професионална оштећења здравља настају када се ноксе или штетни агенси појављују у таквом облику, количини или интензитету да делују довољно дуго и на начин преко кога могу успоставити потребан додир са организмом и у њему изазвати пролазно или трајно оштећење организма.
Врсте нокси или агенаса које могу изазвати професионалну болест и које се јављају при раду могу бити:
- Физичке природе - температура, влажност, струјање ваздуха, притисак, зрачење, бука, вибрације и др.
- Хемијске природе - прашине, метали, органски растварачи, гасови, пестициди, пластичне масе.
- Биолошке природе - вируси, бактерије, паразити, гљивице и др.

## Физичке ноксе
Својим дејством у радној средини физички агенси могу негативно деловати на организам радника, довести до повреда на раду и појаве професионалних и других обољења везаних за рад.
У ноксе или агенсе физичке природе чије присуство у радној средини може штетно деловати на раднике спадају:
- Клима и микроклима,
- Повећан и снижен барометарски притисак,
- Осветљеност,
- Звук, инфразвук, ултразвук,
- Вибрације,
- Нејонизујуће и јонизујуће зрачење,
- Аерозагађење (Хемијски неактивна прашина),
- Механичка сила,
- Електрична струја.

| Професионална болест                                                        | Послови и радна места на којима се болест јавља | Услови за признавање болести као професионалне |
| --------------------------------------------------------------------------- | --- | --- |
| Болест изазвана јонизујућим зрачењем                                        | Послови и радна места на којима постоји експозиција отвореним и затвореним изворима јонизујућег зрачења (доказ о трајању експозиције најмање 5 година и интензитету експозиције - личном биодозиметријом или мерењем радиоактивности урина) | Клиничка слика са морфолошким и функционалним променама у крви и крвотворне органима или кожи (Улцерозни радиодерматитис) или очног сочива (катаракта) или хипотиреозе изазване радиоактивним јодом |
| Болест изазвана нејонизујуће зрачењем                                       | Послови и радна места на којима постоји експозиција нејонизујуће зрачењу (доказ о интензитету и трајању експозиције) | Морфолошке и функционалне промене на органу вида (катаракта) |
| Болест изазвана повишеним или сниженим атмосферским притиском               | Послови и радна места кесонаца, ронилаца и летачког особља (доказ о поновљеним наглим декомпресијама) | Поновљене ваздушне емболије и испади функције ЦНС или миокарда или плућа или коштаног система |
| Болест изазвана буком                                                       | Послови и радна места на којима се долази у контакт са буком преко дозвољеног нивоа (доказ о интензитету и трајању експозиције) | Обострано перцептивно оштећење слуха преко 30% по Фовлер-Сабину. Доказ о прогресији оштећења слуха током рада у буци.                                                                               |
| Болест изазвана вибрацијама                                                 | Послови и радна места на којима постоји експозиција вибрацијама (доказ о трајању експозиције најмање 5 година) | Клиничка слика са морфолошким или функционалним променама на васкуларном и неуромускуларном или коштаном систему                                                                                    |
| Хронични бурзитис зглобова настао услед пренапрезања и дуготрајног притиска | Послови и радна места на којима постоји дуготрајно пренапрезање и дуготрајан притисак на берзе (најмање пет година) | Клиничка слика хроничног запаљења лакатне или рамене или препателарне берзе са умањењем функције захваћеног зглоба                                                                                  |
| Синдром карпалног тунела                                                    | Послови и радна места на којима постоји дуготрајно пренапрезање и дуготрајан притисак на шаку и подлактицу | Клиничка слика са морфолошким знацима хроничне компресије и функционалним испадима |
| Парализа нерава услед пренапрезања и дуготрајног притиска                   | Послови и радна места на којима постоји дуготрајно пренапрезање и дуготрајан притисак на периферни нерв | Клиничка слика парализе периферног нерва |
| Оштећење менискуса колена услед дугог оптерећења у нефизиолошком положају   | Послови и радна места на којима постоји оптерећење колена у нефизиолошком положају (доказ о трајању оптерећења колена - најмање пет година, са дневним оптерећењем од најмање 1/3 радног времена)                                           | Клиничка слика са морфолошким лезијама менискуса и функционалним променама коленог зглоба. |

## Хемијске ноксе
Готово да нема привредне гране у којој се атоком рада човек не среће са више хемијских фактора који под одређеним условима могу бити штетни по здравље. Дејство хемијских материја на организам запослених најчешће се среће у хемијској индустрији, рударству, машиноградњи, нафтној индустрији, гумарству и другим гранама.
Хемијске материје са којима радник долази у контакт током рада, ако након уноса у организам у малим количинама изазивају хемијске и физичкохемијске реакције са ткивом називају се отровима. Појам отровности је релативан јер практично све хемијске материје у одређеним условима и околностима могу бити отровне.
У производном процесу отровност могу показивати сировине, међупродукти, готови производи и отпадне материје. Због тога је за испитивање присуства хемијских супстанци у радној средини неопходно познавање целокупног технолошког процеса. 
Хемијски агенси који штетно делују на тело радника могу бити у чврстом, течном и гасовитом стању а према пореклу могу бити органске и неорганске природе.
| Професионална болест                        | Послови и радна места на којима се болест јавља                                                                                    | Услови за признавање болести као професионалне |
| ------------------------------------------- | --- | --- |
| Тровање оловом или његовим једињењима       | Послови и радна места на којима постоји експозиција олову или његовим једињењима (Доказ о интензитету и трајању експозиције)       | Изражена клиничка слика тровања или специфична оштећења крви и крвотворних органа или периферног нервног система или централног нервног система или бубрега                     |
| Тровање живом или њеним једињењима          | Послови и радна места на којима постоји експозиција живи или њеним једињењима (Доказ о интензитету и трајању експозиције)          | Клиничка слика тровања са специфичним оштећењима нервног система или бубрега или најмање три од осталих органа или органских система                                            |
| Тровање арсеном или његовим једињењима      | Послови и радна места на којима постоји експозиција арсену или његовим једињењима (Доказ о интензитету и трајању експозиције)      | Клиничка слика тровања са специфичним оштећењима крви и крвотворних органа или нервног система или два од следећих органа: срца, бубрега или јетре                              |
| Тровање фосфором или његовим једињењима     | Послови и радна места на којима постоји експозиција фосфору или његовим једињењима (Доказ о интензитету и трајању експозиције)     | Клиничка слика тровања са специфичним оштећењима два од следећих органа или органских система: кости, јетра, бубрези, нервни систем, крв и крвотворни органи и срце             |
| Тровање манганом или његовим једињењима     | Послови и радна места на којима постоји експозиција мангану или његовим једињењима (Доказ о интензитету и трајању експозиције)     | Клиничка слика тровања са специфичним оштећењима нервног система или два од следећих органа или органских система: јетра, бубрези, крв и крвотворни органи, респираторни систем |
| Тровање берилијумом или његовим једињењима  | Послови и радна места на којима постоји експозиција беридијуму или његовим једињењима (Доказ о интензитету и трајању експозиције)  | Клиничка слика тровања са специфичним променама на плућима или специфичним оштећењима друга два органа или органска система                                                     |
| Тровање кадмијумом или његовим једињењима   | Послови и радна места на којима постоји експозиција кадмијуму или његовим једињењима. (Доказ о интензитету и трајању експозиције)  | Клиничка слика тровања са специфичним оштећењима бубрега или костију или два од следећих органа или органских система: респираторни систем, јетра и крв и крвотворни органи     |
| Тровање селеном или његовим једињењима      | Послови и радна места на којима постоји експозиција селену или његовим једињењима (Доказ о интензитету и трајању експозиције)      | Клиничка слика тровања са специфичним оштећењем три органа или органска система                                                                                                 |
| Тровање ванадијумом или његовим једињењима  | Послови и радна места на којима постоји експозиција ванадијуму или његовим једињењима (Доказ о интензитету и трајању експозиције)  | Клиничка слика тровања са специфичним оштећењима три органа или органска система                                                                                                |
| Тровање хромом или његовим једињењима       | Послови и радна места на којима постоји експозиција хрому или његовим једињењима (Доказ о интензитету и трајању експозиције)       | Клиничка слика тровања са специфичним оштећењима три органа или органска система                                                                                                |
| Тровање никлом или његовим једињењима       | Послови и радна места на којима постоји експозиција никлу или његовим једињењима (Доказ о интензитету и трајању експозиције)       | Клиничка слика тровања са специфичним оштећењима три органа или органска система                                                                                                |
| Тровање цинком или његовим једињењима       | Послови и радна места на којима постоји експозиција цинку или његовим једињењима (Доказ о интензитету и трајању експозиције)       | Клиничка слика тровања са специфичним оштећењима три органа или органска система                                                                                                |
| Тровање бакром или његовим једињењима       | Послови и радна места на којима постоји експозиција бакру или његовим једињењима (Доказ о интензитету и трајању експозиције)       | Клиничка слика тровања са специфичним оштећењима три органа или органска система                                                                                                |
| Тровање алуминијумом или његовим једињењима | Послови и радна места на којима постоји експозиција алуминијуму или његовим једињењима (Доказ о интензитету и трајању експозиције) | Клиничка слика тровања са специфичним оштећењима три органа или органска система                                                                                                |
| Тровање кобалтом или његовим једињењима     | Послови и радна мета на којима постоји експозиција кобалту или његовим једињењима (Доказ о интензитету и трајању експозиције)      | Клиничка слика тровања са специфичним оштећењима три органа или органска система                                                                                                |
| Тровање калајем или његовим једињењима      | Послови и радна места на којима постоји експозиција калају или његовим једињењима (Доказ о интензитету и трајању експозиције)      | Клиничка слика тровања са специфичним оштећењима три органа или органска система                                                                                                |
| Тровање антимоном или његовим једињењима    | Послови и радна места на којима постоји експозиција антимону или његовим једињењима (Доказ о интензитету и трајању експозиције)    | Клиничка слика тровања са специфичним оштећењима три органа или органска система                                                                                                |

## Биолошки агенси
Агенси биолошке природе су: вируси, бактерије ,гљиве, протозое, хелминти, артроподи и др,  чије присуство у радној средини може негативно деловати  деловати на здравље радника. Ови патогени или микроорганизми и њихови фрагменти могу изазвати професионална обољења директно повезана са радом.
У професионална обољења се рачунају и алергијски дерматитиси, бронхијална астма, силикоза плућа, туберкулоза плућа код здравствених радника који раде на одељењима где се лече оболели од ТБЦ као и АИДС и вирусни хепатитис.
У односу на домаћина, биолошки агенси могу бити:
- Патогени агенси - могу довести до инфекције и обољења.
- Опортунистички агенси - могу изазвати инфекцију и обољење само када је смањена отпорност домаћина.
- Апатогени агенси - изазивају само колонизацију која не штети домаћину.

Постоји неколико начина настанка професионалних обољења изазваних биолошким агенсима:
- Контакт са болесним животињама,њиховим лешевима или инфицираним продуктима животињског или биљног порекла (зоонозе код пољопривредних радника,посебно код сточара и ветеринарских стручњака,радници у фабрикама за прераду сточних производа и сировина,љубитељи разних врста животиња и птица и др.).
- Контакт са болесницима од инфективних болести или инфицираним материјалом: туберкулоза, инфективни хепатитис, сида (код медицинских радника)
- Рад у условима који доводе до контакта са инфицираним земљиштем, код радника који раде на или у канализационим мрежама, рудара, месара итд.

### Признате професионалне болести изазване биолошким агенсом
Болести изазване биолошким агенсом које се могу признати као професионалне су:.
| Професионална болест изазвана биолошким агенсом                | Послови и радна места на којима се болест јавља                                              | Услови за признавање болести као професионалне                                                                                            |
| -------------------------------------------------------------- | -------------------------------------------------------------------------------------------- | --- |
| Тропске, импортоване болести: вирусне, бактеријске, паразитске | Послови особља на служби у областима где се тропске болести јављају ендемски или епидемијски | Клиничка слика тропских болести (доказ о контакту са биолошким агенсом и просторној и временској повезаности са појавом болести)          |
| Антропозоонозе                                                 | Послови и радна места на којима је остварен контакт са узрочником болести                    | Клиничка слика антропозооноза (долазак у контакт са биолошким агенсом и просторној и временској повезаности са појавом болести)           |
| Вирусни хепатитис                                              | Послови и радна места на којима је остварен парентереални контакт са узрочником болести      | Клиничка слика хепатитиса (доказ о парентералној инфекцији са биолошким агенсом и временској и просторној повезаности са појавом болести) |
| Парентерална инфекција вирусом СИДЕ                            | Послови и радна места на којима је остварен парентерални контакт са узрочником болести       | Клиничка слика АИДС-а (доказ о парентералној инфекцији са биолошким агенсом и временској и просторној повезаности са појавом болести)     |
| Туберкулоза                                                    | Послови и радна места на којима је остварен парентереални контакт са ТБЦ бацилом             | Клиничка слика туберкулозе проузроковане бацилом туберкулозе резистентним на Антитуберкулозни лекове.                                     |

## Законска дефиниција професионалне болести
Професионалне болести обухватају одређене болести проузроковане дужим непосредним утицајем процеса и услова рада на пословима односно радним задацима које осигураник обавља.Из дате дефиниције појма професионалних болести произилази:
1. Да се ради о одређеним болестима
2. Да су те болести проузроковане дужим непосредним утицајем процеса и услова рада
3. Да се тај рад и услови рада односе на радно место односно послове које је осигураник обављао.
4. Да је то оно радно место односно они послови по основу којих је осигураник осигуран.
Правилником сваке земље у свету појединачно, утврђен је број професионалних болести (нпр у Србији законодавац наводи 56 болести) и набројани су послови при чијем се обављању ове болести појављују, као и услови под којим се ове болести сматрају професионалним. 
Зa постојање професионалне болести потребно је да су испуњени сви услови предвиђени листом професионалних болести, ао основни је да се једна болест у законском смислу сматра професионалном јесте постојање узрочно-последичног односа између обављања, послова и настанка болести и да се та болест налази на листи професионалних болести.
Професионалне болести, радна места односно послове на којима се те болести појављују и услове под којима се сматрају професионалним у свакој земљи света у начелу утврђују заједнички министарство надлежно за послове пензијског и инвалидског осигурања и министарство здравља
Пријаву професионалних болести врши здравствена установа која је дијагностиковала обољење.